# Guapotá
Guapotá – miasto w Kolumbii, w departamencie Santander.